# Zygmunt Aleksander Tarło
Zygmunt Aleksander Tarło herbu Topór (zm. w 1654 roku) – kasztelan przemyski w latach 1650–1654, dworzanin królewski w 1650 roku.
Syn Zygmunta Scypiona Tarło i Barbary z Sobków. Żonaty ze starościanką lipieńską Elżbietą ze Sztemberku Kostczanką herbu Dąbrowa.
Studiował na Uniwersytecie w Ingolstadt w 1609 roku.
Był elektorem Władysława IV Wazy z województwa krakowskiego w 1632 roku.